# Sextans
Pour les articles homonymes, voir Sextant (homonymie).

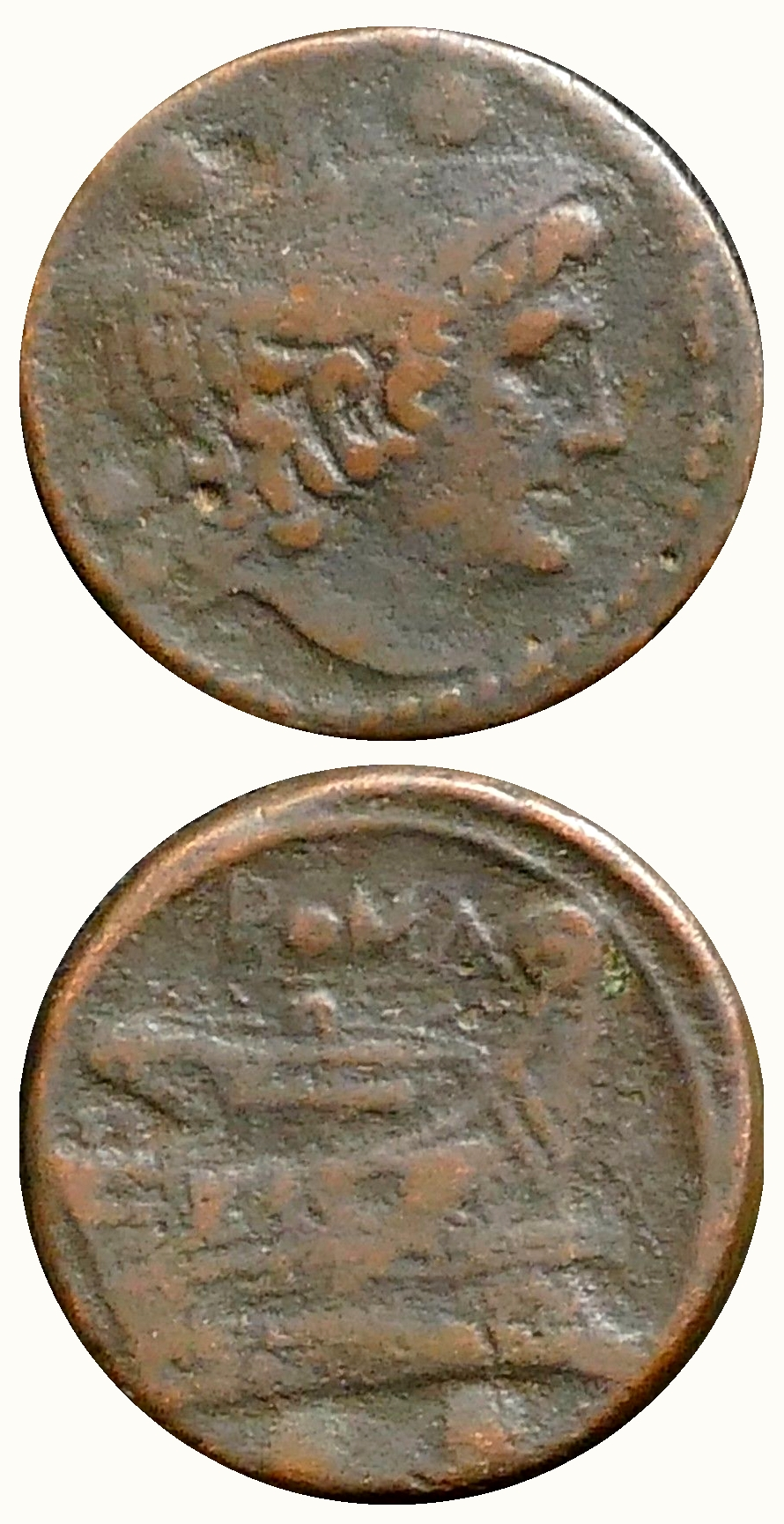
Un sextans vers 250 av. J.-C. poids 20 g.

Le sextans était une pièce de monnaie en bronze produite au cours de le République romaine évaluée à un sixième d'As (2 unciae).
Le dessin le plus commun pour le sextans est le buste de Mercure et deux pastilles (indiquant deux unciae) sur le droit, et la proue d'une galère sur le revers. 
Le sextans était utilisé dans de nombreuses villes d'Italie centrale. Pendant la période de la Monnaie coulée les pièces comportaient un grand nombre de symboles sur le revers : une coquille de pétoncle, un caducée etc. 
Ariminum (Rimini) identifiait le sextans avec le trident, Iguvium (Gubbio) avec une corne d'abondance, Tuder (Todi) avec un trident et une cigale.